# Командный чемпионат Европы по международным шашкам среди женщин 2014 (блиц)
Командный чемпионат Европы по международным шашкам среди женщин 2014 года по блицу прошёл 6 октября в Таллине одновременно с мужским турниром. Главный судья — Юрий Липницкий.
Результаты турнира определялись по итогам соревнований в личном зачёте, где участвовали 44 шашистки. Классификация команд — по наименьшей сумме мест в личном зачёт участниц команд. В составе национальной сборной три человека. В случае отсутствия третьего участника команды — присуждается виртуальное 45 место.
Всего выступило 7 стран.

## Медалисты
- Золото — Россия (Матрёна Ноговицына, Тамара Тансыккужина, Айгуль Идрисова),
- Серебро — Украина (Ольга Балтажи, Дарья Ткаченко, Виктория Мотричко),
- Бронза — Нидерланды (Эстер ван Мёйен, Хейке Верхёл, Виталия Думеш)

## Таблица
| Место команды | Команда    | участницы команды                                        | места участниц | Сумма мест |
| ------------- | ---------- | -------------------------------------------------------- | -------------- | ---------- |
| 1.            | Россия     | Матрёна Ноговицына, Тамара Тансыккужина, Айгуль Идрисова | (1+2+10)       | 13         |
| 2.            | Украина    | Ольга Балтажи, Дарья Ткаченко, Виктория Мотричко         | (9+13+17)      | 39         |
| 3.            | Нидерланды | Эстер ван Мёйен, Хейке Верхёл, Виталия Думеш             | (12+4+10)      | 47         |
| 4.            | Латвия     | Зоя Голубева, Елена Чеснокова, Зоя Увачан                | (4+25+34)      | 63         |
| 5.            | Литва      | Лайма Адлите, Вероника Вилчинска, Ромуальда Шидлаускене  | (20+26+30)     | 76         |
| 6.            | Беларусь   | Александра Спирина, Анастасия Барышева                   | (15+27+45)     | 87         |
| 7.            | Эстония    | Аннели Треэс, Пирет Виирма, Каари Вайнонен               | (29+32+38)     | 99         |